# Liste der Einträge in das National Register of Historic Places im Lea County
Diese Liste der Einträge im National Register of Historic Places im Lea County enthält alle im Lea County, New Mexico in das National Register of Historic Places eingetragenen Gebäude, Bauwerke, Objekte, Stätten oder historischen Distrikte.
Diese Liste entspricht dem Bearbeitungsstand des National Park Service/National Register of Historic Places vom 18. Oktober 2024.

## Legende
| NRHP | Historic Place             |
| HD   | National Historic District |

## Aktuelle Einträge
| [ 2 ] | Name                                | Bild                  | Eintragsdatum                 | Lage                                                    | Ort       | Beschreibung |
| ----- | ----------------------------------- | --------------------- | ----------------------------- | ------------------------------------------------------- | --------- | ------------ |
| 1     | Laguna Plata Archeological District |                       | 14. Sep. 1989 ID-Nr. 89001209 | Adresse nicht veröffentlicht                            | Hobbs     |              |
| 2     | Lea County Courthouse               | Lea County Courthouse | 7. Dez. 1987 ID-Nr. 87000880  | 100 block der Main Street 32° 56′ 46″ N, 103° 20′ 51″ W | Lovington |              |
| 3     | Lea Theater                         | Lea Theater           | 17. Jan. 2007 ID-Nr. 06001251 | 106 E. Central Street 32° 56′ 59″ N, 103° 20′ 54″ W     | Lovington |              |
| 4     | Lovington Fire Department Building  |                       | 2. Juli 2008 ID-Nr. 08000574  | 209 S Love Street 32° 56′ 49,2″ N, 103° 20′ 50,6″ W     | Lovington |              |
| 5     | Pyburn House                        |                       | 13. Dez. 1995 ID-Nr. 95001429 | 203 4th Street 32° 56′ 58″ N, 103° 21′ 13″ W            | Lovington |              |
| 6     | Mathew Elmore Sewalt House          |                       | 19. Juli 2006 ID-Nr. 06000634 | 121 E. Jefferson Avenue 32° 57′ 12″ N, 103° 20′ 52″ W   | Lovington |              |